# Клер Каррен
Клер Каррен (англ. Claire Curran; нар. 10 березня 1978) — колишня британська тенісистка.
Найвищу одиночну позицію світового рейтингу — 919 місце досягла 13 травня 2002, парну — 89 місце — 30 січня 2006 року.
Здобула 12 парних титулів туру ITF.
Найвищим досягненням на турнірах Великого шолома було 2 коло в змішаному парному розряді.
Завершила кар'єру 2007 року.

## Фінали турнірів WTA

### Парний розряд: 1 (поразка)
| Результат | Дата          | Турнір                                          | Рівень  | Покриття | Партнерка     | Суперниці                       | Рахунок     |
| --------- | ------------- | ----------------------------------------------- | ------- | -------- | ------------- | ------------------------------- | ----------- |
| Поразка   | 13 січня 2006 | Richard Luton Properties Canberra International | Tier IV | Тверде   | Ліга Декмеєре | Марта Домаховська Роберта Вінчі | 6–7(5), 3–6 |

## Фінали ITF

### Парний розряд: 21 (12–9)
| Перемога - Легенда     |
| ---------------------- |
| турніри $100,000 (0–0) |
| турніри $75,000 (0–0)  |
| турніри $50,000 (6–4)  |
| турніри $25,000 (4–2)  |
| турніри $10,000 (2–3)  |

| Фінали за покриттям |
| ------------------- |
| Тверде (8–5)        |
| Ґрунт (4–3)         |
| Трава (0–1)         |
| Килим (0–0)         |

| Результат | Дата            | Турнір                                  | Покриття   | Партнерка      | Суперниці                                    | Рахунок           |
| --------- | --------------- | --------------------------------------- | ---------- | -------------- | -------------------------------------------- | ----------------- |
| Поразка   | 5 червня 1995   | ITF Дублін, Ірландія                    | Ґрунт      | Івонн Дойл     | Робін Модслі Карен Нуджент                   | 1–6, 6–4, 3–6     |
| Перемога  | 2 червня 2001   | ITF Лейк-Озарк, США                     | Тверде     | Терін Ешлі     | Елісон Неш Ендрія Нейтан                     | 7–5, 6–1          |
| Поразка   | 19 серпня 2001  | ITF Лондон, Велика Британія             | Тверде     | Гелена Еєсон   | Ева Ербова Орелі Веді                        | 6–7(4), 3–6       |
| Поразка   | 27 січня 2002   | ITF Галл, Велика Британія               | Тверде (i) | Ельса О'Ріань  | Сунь Тяньтянь Чжен Цзє                       | 6–7(4), 5–7       |
| Поразка   | 30 березня 2002 | ITF Бендіго, Австралія                  | Трава      | Аманда Огастус | Сара Стоун Саманта Стосур                    | 0–6, 6–4, 3–6     |
| Перемога  | 8 березня 2003  | ITF Каїр, Єгипет                        | Ґрунт      | Ельса О'Ріань  | Марієль Гоґланд Дженніфер Шмідт              | 6–1, 6–4          |
| Поразка   | 28 квітня 2003  | ITF Борнмут, Велика Британія            | Ґрунт      | Анна Говкінс   | Марієль Гоґланд Елісе Тамаела                | 6–3, 2–6, 3–6     |
| Перемога  | 5 травня 2003   | ITF Единбург, Велика Британія           | Ґрунт      | Анна Говкінс   | Жаклін Фреліх Данієла Заломон                | w/o               |
| Перемога  | 11 серпня 2003  | ITF Лондон, Велика Британія             | Тверде     | Ельса О'Ріань  | Ірина Буликіна Олександра Куликова           | 6–2, 7–6(5)       |
| Перемога  | 21 вересня 2003 | ITF Сандерленд, Велика Британія         | Тверде (i) | Гелена Еєсон   | Кім Кілсдонк Ніколь Кріз                     | 6–2, 6–1          |
| Перемога  | 19 жовтня 2003  | ITF Кардіфф, Велика Британія            | Тверде (i) | Іпек Шенолу    | Суріна Де Беер Ілк Джерс                     | 6–4, 2–6, 6–3     |
| Перемога  | 25 січня 2004   | ITF Галл, Велика Британія               | Тверде (i) | Суріна Де Беер | Анна Бастрікова Василіса Давидова            | 6–0, 6–4          |
| Перемога  | 15 лютого 2004  | ITF Сандерленд, Велика Британія         | Тверде (i) | Кім Кілсдонк   | Гелен Крук Мартіна Мюллер                    | 6–4, 3–6, 6–3     |
| Перемога  | 22 лютого 2004  | ITF Редбрідж, Велика Британія           | Тверде (i) | Кім Кілсдонк   | Ольга Виметалкова Габріела Навратілова       | 6–3, 3–6, 7–6(10) |
| Перемога  | 1 серпня 2004   | ITF Лексінгтон, США                     | Тверде     | Наталі Грандін | Кейсі Деллаква Ніколь Сьюелл                 | 7–6(6), 6–4       |
| Поразка   | 8 серпня 2004   | ITF Луїсвілл, США                       | Тверде     | Наталі Грандін | Джулія Дітті Едіна Галловіц                  | 6–1, 4–6, 2–6     |
| Поразка   | 10 жовтня 2004  | ITF Глазго, Велика Британія             | Тверде (i) | Іпек Шенолу    | Ліенн Бейкер Франческа Любіані               | 3–6, 7–5, 4–6     |
| Перемога  | 15 травня 2005  | ITF Сен-Годан, Франція                  | Ґрунт      | Наталі Грандін | Марія Хосе Архері Летісія Собрал             | 6–3, 6–1          |
| Поразка   | 23 липня 2005   | ITF Петанж, Люксембург                  | Ґрунт      | Кім Кілсдонк   | Юлія Бейгельзимер Сандра Клезель             | 4–6, 0–6          |
| Перемога  | 3 лютого 2007   | ITF Саттон, Велика Британія             | Тверде (i) | Енн Кеотавонг  | Андреа Сестіні Главачкова Катаріна Кахлікова | 4–6, 6–4, 6–2     |
| Поразка   | 17 березня 2007 | ITF Las Palmas de Gran Canaria, Іспанія | Тверде     | Мелані Саут    | Сорана Кирстя Меделіна Гожня                 | 6–4, 6–7(5), 4–6  |

## Часова шкала результатів на турнірах Великого шлему
| W | Ф | ПФ | ЧФ | #Р | КТ | К# | DNQ | A | NH |

### Парний розряд
| Турнір                                 | 2004 | 2005 | 2006 | 2007 | W–L |
| -------------------------------------- | ---- | ---- | ---- | ---- | --- |
| Відкритий чемпіонат Австралії з тенісу |      |      |      |      | 0–0 |
| Відкритий чемпіонат Франції з тенісу   |      |      |      |      | 0–0 |
| Вімблдонський турнір                   | 1р   | 1р   | 1р   | 1р   | 0–4 |
| Відкритий чемпіонат США з тенісу       |      |      |      |      | 0–0 |
| Рейтинг на кінець року                 | 163  | 107  | 201  | 410  | N/A |

### Мікст
| Турнір                                 | 2005 | 2006 | 2007 | W–L |
| -------------------------------------- | ---- | ---- | ---- | --- |
| Відкритий чемпіонат Австралії з тенісу |      |      |      | 0–0 |
| Відкритий чемпіонат Франції з тенісу   |      |      |      | 0–0 |
| Вімблдонський турнір                   | 1р   | 2р   | 2р   | 2–3 |
| Відкритий чемпіонат США з тенісу       |      |      |      | 0–0 |

### Кубок Федерації

#### За Ірландію
| Зона Європа/Африка I  |                            |            |               |                 |                           |                                    |                                       |                           |
| Дата                  | Місце проведення           | Покриття   | Раунд         | Суперниця       | Підсумковий рахунок матчу | Матч                               | Суперниці                             | Рахунок у своєму поєдинку |
| 13–15 травня 1993     | Ноттінгем, Велика Британія | Тверде (O) | RR            | Норвегія        | 3–0                       | Парний розряд (з Карен Нуджент)    | Андерсен/Катріне Інстебе              | 6–4, 6–4 (П)              |
| 13–15 травня 1993     | Ноттінгем, Велика Британія | Тверде (O) | ЧФ            | Ізраїль         | 1–2                       | Парний розряд (з Карен Нуджент)    | Ілана Бергер/Яел Сегал                | 6–4, 7–5 (П)              |
| 19–20 травня 1994     | Бад-Вальтерсдорф, Австрія  | Ґрунт (O)  | RR            | Зімбабве        | 1–2                       | Парний розряд (з Карен Нуджент)    | Кара Блек/Ваґстафф                    | 1–6, 3–6 (L)              |
| 19–20 травня 1994     | Бад-Вальтерсдорф, Австрія  | Ґрунт (O)  | RR            | Словенія        | 0–3                       | Парний розряд (з Леслі О'Галлоран) | Тіна Кріжан/Карин Лушниць             | 6–4, 2–6, 5–7 (L)         |
| Зона Європа/Африка II |                            |            |               |                 |                           |                                    |                                       |                           |
| Дата                  | Місце проведення           | Покриття   | Раунд         | Суперниці       | Підсумковий рахунок матчу | Матч                               | Суперниця                             | Рахунок у своєму поєдинку |
| 8–13 травня 1995      | Найробі, Кенія             | Ґрунт (O)  | RR            | Кіпр            | 3–0                       | Одиночний розряд                   | Anna Anastasiou                       | 6–2, 6–1 (П)              |
| 8–13 травня 1995      | Найробі, Кенія             | Ґрунт (O)  | RR            | Кіпр            | 3–0                       | Парний розряд (з Леслі О'Галлоран) | Анастасіу/Півлава Папаніколау         | 6–1, 6–1 (П)              |
| 8–13 травня 1995      | Найробі, Кенія             | Ґрунт (O)  | RR            | Кенія           | 3–0                       | Одиночний розряд                   | Shaila Ali                            | 6–1, 6–2 (П)              |
| 8–13 травня 1995      | Найробі, Кенія             | Ґрунт (O)  | RR            | Мальта          | 3–0                       | Одиночний розряд                   | Helen Asciak                          | 7–6(8–6), 6–0 (П)         |
| 8–13 травня 1995      | Найробі, Кенія             | Ґрунт (O)  | RR            | Мальта          | 3–0                       | Парний розряд (з Леслі О'Галлоран) | Camenzuli/Wetz                        | 6–3, 6–2 (П)              |
| 8–13 травня 1995      | Найробі, Кенія             | Ґрунт (O)  | ЧФ            | Норвегія        | 1–2                       | Парний розряд (з Леслі О'Галлоран) | Кароліне Борґерсен/Амі Єнссон         | W/O (П)                   |
| 26–28 Бер 1996        | Рамат-га-Шарон, Ізраїль    | Тверде (O) | RR            | Україна         | 1–2                       | Одиночний розряд                   | Олена Брюховець                       | 2–6, 2–6 (L)              |
| 26–28 Бер 1996        | Рамат-га-Шарон, Ізраїль    | Тверде (O) | RR            | Ісландія        | 3–0                       | Одиночний розряд                   | Hrafuhildur Hannesdotter              | 6–0, 6–2 (П)              |
| 26–28 Бер 1996        | Рамат-га-Шарон, Ізраїль    | Тверде (O) | RR            | Мальта          | 3–0                       | Одиночний розряд                   | Helen Asciak                          | 6–0, 6–2 (П)              |
| 9–12 Кві 2002         | Преторія, ПАР              | Тверде (O) | RR            | Ботсвана        | 3–0                       | Парний розряд (з Івонн Дойл)       | Тапіва Маробела/Mogapi                | 6–0, 6–0 (П)              |
| 9–12 Кві 2002         | Преторія, ПАР              | Тверде (O) | RR            | Фінляндія       | 3–0                       | Парний розряд (з Івонн Дойл)       | Ніємінен/Пія Суомалайнен              | 6–1, 6–2 (П)              |
| 9–12 Кві 2002         | Преторія, ПАР              | Тверде (O) | RR            | Єгипет          | 3–0                       | Парний розряд (з Ельсою О'Ріань)   | Йомна Фарід/Халіль                    | 6–1, 6–1 (П)              |
| 9–12 Кві 2002         | Преторія, ПАР              | Тверде (O) | PO Підвищення | Ліхтенштейн     | 3–0                       | Парний розряд (з Ельсою О'Ріань)   | Batliner/Анґеліка Шедлер              | 6–1, 6–1 (П)              |
| Зона Європа/Африка I  |                            |            |               |                 |                           |                                    |                                       |                           |
| Дата                  | Місце проведення           | Покриття   | Раунд         | Суперниця       | Підсумковий рахунок матчу | Матч                               | Суперниці                             | Рахунок у своєму поєдинку |
| 21–24 Кві 2003        | Ешторіл, Португалія        | Ґрунт (O)  | RR            | Велика Британія | 1–2                       | Парний розряд (з Келлі Лігган)     | Олена Балтача/Жулі Пуллен             | 3–6, 2–6 (L)              |
| 21–24 Кві 2003        | Ешторіл, Португалія        | Ґрунт (O)  | RR            | Польща          | 1–2                       | Парний розряд (з Ельсою О'Ріань)   | Марта Домаховська/Анна Бєлень-Жарська | 6–2, 6–2 (П)              |
| 21–24 Кві 2003        | Ешторіл, Португалія        | Ґрунт (O)  | RR            | Нідерланди      | 1–2                       | Парний розряд (з Ельсою О'Ріань)   | Крісті Богерт/Міріам Ореманс          | 0–6, 0–6 (L)              |

#### За збірну Великої Британії
| Зона Європа/Африка I |                   |           |               |            |                           |                                   |                                      |                           |
| Дата                 | Місце проведення  | Покриття  | Раунд         | Суперниця  | Підсумковий рахунок матчу | Матч                              | Суперниці                            | Рахунок у своєму поєдинку |
| 18–22 квітня 2006    | Пловдив, Болгарія | Ґрунт (O) | RR            | Україна    | 3–0                       | Парний розряд (з Оленою Балтачею) | Олена Антипіна/Валерія Бондаренко    | 6–4, 6–4 (П)              |
| 18–22 квітня 2006    | Пловдив, Болгарія | Ґрунт (O) | RR            | Болгарія   | 2–1                       | Парний розряд (з Оленою Балтачею) | Димана Крастевич/Цветана Піронкова   | 6–1, 1–6, 6–2 (П)         |
| 18–22 квітня 2006    | Пловдив, Болгарія | Ґрунт (O) | RR            | Угорщина   | 2–1                       | Парний розряд (з Оленою Балтачею) | Кіра Надь/Віраг Немет                | 6–1, 7–6(7–5) (П)         |
| 18–22 квітня 2006    | Пловдив, Болгарія | Ґрунт (O) | PO (1st–4th)  | Словаччина | 1–2                       | Парний розряд (з Оленою Балтачею) | Домініка Цібулкова/Жанетта Гусарова  | 6–4, 6–3 (П)              |
| 18–21 квітня 2007    | Пловдив, Болгарія | Ґрунт (O) | RR            | Болгарія   | 3–0                       | Парний розряд (з Оленою Балтачею) | Жаклін Алаві/Дессислава Младенова    | 6–4, 6–2 (П)              |
| 18–21 квітня 2007    | Пловдив, Болгарія | Ґрунт (O) | RR            | Люксембург | 1–2                       | Парний розряд (з Оленою Балтачею) | Анна Кремер/Філіппе                  | 6–4, 3–6, 6–3 (П)         |
| 18–21 квітня 2007    | Пловдив, Болгарія | Ґрунт (O) | RR            | Польща     | 0–3                       | Парний розряд (з Оленою Балтачею) | Марта Домаховська/Агнешка Радванська | 3–6, 4–6 (L)              |
| 18–21 квітня 2007    | Пловдив, Болгарія | Ґрунт (O) | PO (9th–12th) | Швеція     | 0–3                       | Парний розряд (з Оленою Балтачею) | Марі Андерссон/Юганна Ларссон        | 0–6, 1–6 (L)              |